# Accords de Triparadisos
Les accords de Triparadisos, conclus en 321 av. J.-C., réorganisent le commandement et les satrapies de l'empire d'Alexandre le Grand, mort en juin 323, après les accords de Babylone. Cette réorganisation se déroule au nord de la Syrie à la suite de la campagne malheureuse de Perdiccas en Égypte contre Ptolémée. Les principaux Diadoques qui ratifient cet accord sont Antipater et Antigone le Borgne. Antipater est confirmé comme régent du royaume de Macédoine. Il est aussi attentif à contenir les ambitions de l'épouse de Philippe III, Eurydice.
Le principal bénéficiaire de cet accord est Antigone. De rares Orientaux sont présents à la conclusion de ce traité : le nord de l'Inde, les Paropamisades, sont, par exemple, laissés à l'aristocrate bactrien Oxyartès, père de Roxane, elle-même épouse d'Alexandre.

## Contexte historique
En juin 323 av. J.-C., Alexandre le Grand meurt sans héritier réellement reconnu et laisse un immense empire sans dirigeant à sa tête. En effet, sa succession n’a pas eu le temps de s’organiser, et parmi la dynastie argéade, aucun des prétendants possibles n’est convaincant à court comme à long terme : Philippe III, fils de Philippe II et demi-frère d’Alexandre, ne paraît pas apte à diriger ; par ailleurs, même si l’enfant mis au monde par Roxane, épouse d’Alexandre, s'est révélé être un garçon, cela suppose une longue régence. Dès lors, les généraux qui entourent Alexandre, les Diadoques, décident de prendre en main l’empire du roi défunt, assurant ainsi le maintien théorique de son unité. Un premier partage de l'empire se fait par les accords de Babylone. Cratère, l'un des principaux généraux d'Alexandre à la fin de son règne, se voit attribuer le rôle de prostatès (protecteur) des deux héritiers du trône, Philippe III et Alexandre IV. Antipater, reste stratège d'Europe (Macédoine et États grecs) comme depuis le début de la campagne d'Alexandre en Asie. Perdiccas, quant à lui, reçoit le titre de chiliarque, prenant ainsi en charge l'Asie et l'armée qui se trouve dans cette région. À l'issue des accords de Babylone, les satrapes désignés par Alexandre dans la partie orientale de l'empire gardent leur gouvernance. Les satrapies occidentales, à part la Lydie, sont attribuées aux grands généraux macédoniens. Les plus importantes sont : 
- l'Égypte, la Cyrénaïque et les pourtours de l'Arabie à Ptolémée ;
- la Thrace à Lysimaque ;
- la Grande Phrygie, la Lycie-Pamphylie à Antigone le Borgne ;
- la Cappadoce (qui reste à conquérir) et la Paphlagonie à Eumène de Cardia[1] ;
- Perdiccas garde auprès de lui Séleucos à qui il confie le commandement de la cavalerie des Compagnons.

## Coalition contre Perdiccas
Perdiccas, régent de l'empire après la mort d'Alexandre en 323 av. J.-C., est rapidement soupçonné de vouloir prendre tout le pouvoir à son compte et se rend coupable aux yeux des Macédoniens du meurtre de Cynané, la demi-sœur d'Alexandre. Il s'attire donc l'hostilité des principaux Diadoques ou « forces centrifuges » (Antipater, Cratère, Ptolémée et Antigone) qui établissent une coalition contre lui. Le conflit ouvert entre Perdiccas et Ptolémée a aussi pour origines le détournement en 322 par Ptolémée de la dépouille d'Alexandre et l'assassinat de Cléomène de Naucratis, l'administrateur de Basse-Égypte. Perdiccas choisit de marcher contre l'Égypte tandis qu'il laisse la défense de l'Asie Mineure à Eumène de Cardia et à son frère Alcétas. Les défaites répétées de Perdiccas en Égypte entraînent une conjuration de ses principaux officiers, dont Séleucos, Peithon et Antigénès, qui l'assassinent à l'été 321. Au moment de la campagne d'Égypte, Eumène défait Cratère qui trouve la mort à la bataille de l'Hellespont. 
Dès lors, afin de tenir compte de la nouvelle situation politique, un nouveau partage est organisé à Triparadisos en Syrie en mai 321, même si la datation fait débat. La principale décision prise est de confier la régence de l'empire à Antipater.

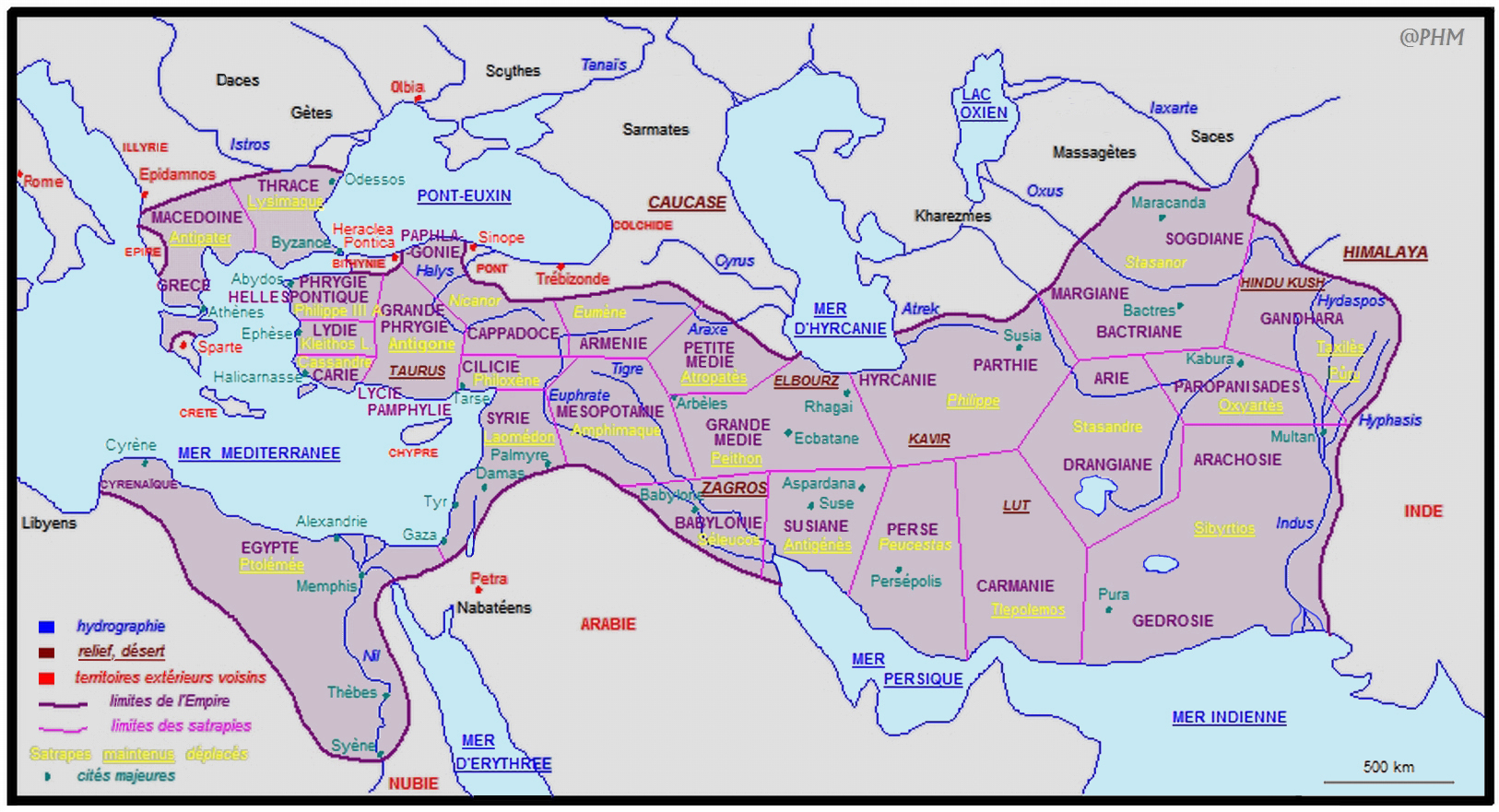
Découpage de l'empire d'Alexandre le Grand après les accords de Triparadisos (321 av. J.-C.)

## Nouveau partage du pouvoir
Les dispositions adoptées les plus importantes sont les suivantes : 
- Antipater, régent de Macédoine, est désormais également épimélète (protecteur) des rois Philippe III et Alexandre IV. Il devient de fait le régent de l'empire. Il désigne son fils Cassandre chiliarque (général de la cavalerie) et l'adjoint à Antigone le Borgne. Cependant, ces derniers ne parviennent pas à s'entendre, n'étant pas disposés à jouer les seconds rôles. Toutefois Antipater ne peut se permettre une querelle avec Antigone. C'est pourquoi, pour tenter d'apaiser les tensions, il offre sa fille Phila en mariage au fils d'Antigone, Démétrios. Cette union, qui donne naissance à Antigone II Gonatas, ne sera guère heureuse mais renforce provisoirement les liens entre les deux Diadoques. Les fonctions d'Antipater ne durent pas, puisqu'il meurt en 319, ouvrant une guerre entre Cassandre et Polyperchon qu'il a désigné comme son successeur.
- Ptolémée conserve la satrapie d'Égypte et la Cyrénaïque, région qu'il vient d'annexer.
- Séleucos est récompensé de son action contre Perdiccas en devenant satrape de Babylonie. Il occupe dès lors une place centrale en Asie et pose les bases du royaume séleucide.
- Antigone, déjà satrape de Grande Phrygie, de Lycie-Pamphylie, reçoit la Lycaonie. En plus de cela, Antipater lui laisse le commandement effectif de l'armée avec le titre de « stratège d'Asie » dans le but de combattre Eumène de Cardia. Ce dernier, ainsi qu'Alcétas et Attale, ont été condamnés à mort à l'issue du conseil, officiellement par l'assemblée des Macédoniens.

La plupart des satrapes et gouverneurs d'Asie conservent leurs territoires :
- Peithon, qui a participé à la conjuration contre Perdiccas, conserve la Médie. Il montre rapidement l'ambition d'étendre son pouvoir dans les satrapies orientales.
- Antigénès, qui a participé à l'assassinat de Perdiccas, reçoit la Susiane.
- Peucestas conserve la Perside.
- Tlépolème conserve la Carmanie.
- Sibyrtios conserve la Gédrosie et l'Arachosie.
- Oxyartès conserve le pays des Paropamisades.
- Peithon fils d'Agénor conserve l'Inde citérieure.
- Taxilès conserve le pays entre l'Indus et l'Hydaspe.
- Poros conserve tous les pays riverains de l'Hydaspe jusqu'à l'embouchure de l'Indus. Il est tué et remplacé par Eudamos peu de temps après.

Les seuls changements notables effectués en Haute Asie sont les suivants : 
- Stasanor, qui possède déjà les satrapies d'Arie et de Drangiane, reçoit à la place la Sogdiane et la Bactriane.
- Philippe[6], qui possède déjà la Sogdiane et la Bactriane, reçoit à la place la Parthie.
- Stasandre reçoit les anciennes satrapies de Stasanor, l'Arie et la Drangiane.

L'ensemble des dispositions qu'Antipater prend à Triparadisos sont acceptées avec une satisfaction générale. Par ailleurs, afin de consolider cet accord, le mariage de Ptolémée avec la fille d'Antipater, Eurydice, est décidé.